# Mercer County (Kentucky)
Mercer County ist ein County im US-Bundesstaat Kentucky. Das U.S. Census Bureau hat bei der Volkszählung 2020 eine Einwohnerzahl von 22.641 ermittelt.
Der Verwaltungssitz (County Seat) ist Harrodsburg, das nach James Harrod, einem Mitbegründer der Stadt, benannt wurde. Das County gehört zu den Dry Countys, was bedeutet, dass der Verkauf von Alkohol eingeschränkt oder verboten ist.

## Geographie
Das County liegt etwas nordöstlich des geographischen Zentrums von Kentucky und hat eine Fläche von 656 Quadratkilometern, wovon sechs Quadratkilometer Wasserfläche sind. Es grenzt im Uhrzeigersinn an folgende Countys: Anderson County, Woodford County, Jessamine County, Garrard County, Boyle County und Washington County.

## Geschichte

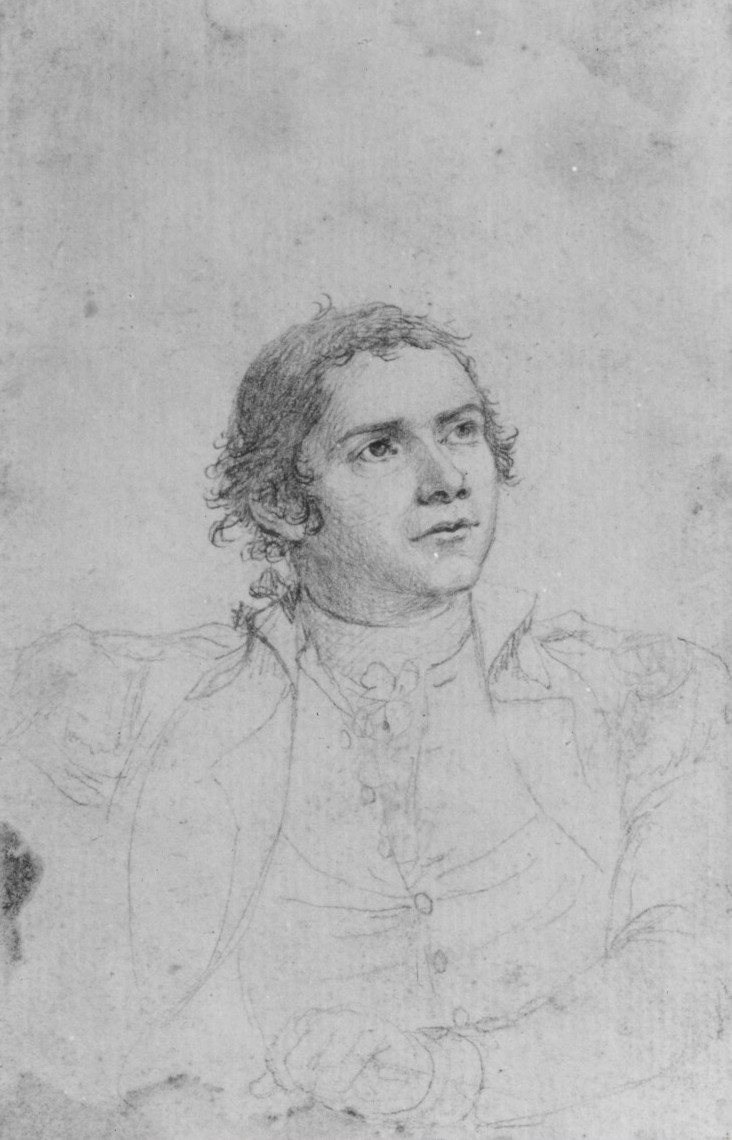
Mercer

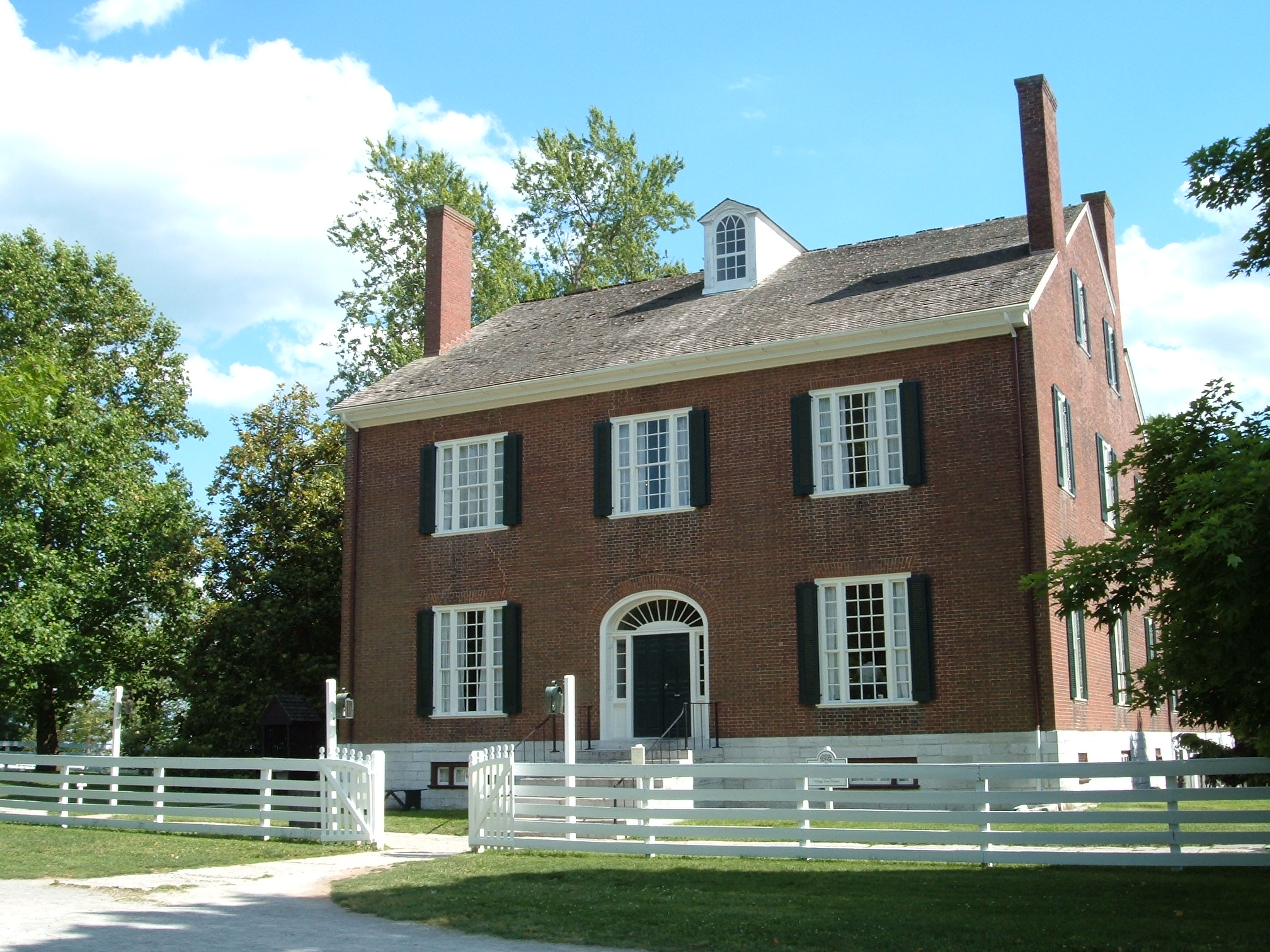
Verwaltungsgebäude Shakertown (2005)

Mercer County wurde am 17. Oktober 1785 aus Teilen des Lincoln County gebildet. Benannt wurde es nach General Hugh Mercer, der während des Amerikanischen Unabhängigkeitskriegs bei der Schlacht von Princeton gefallen war.
Ein Historic District im Mercer County hat wegen seiner besonderen geschichtlichen Bedeutung den Status einer National Historic Landmark, der Shakertown at Pleasant Hill Historic District. Insgesamt sind 71 Bauwerke und Stätten des Countys im National Register of Historic Places eingetragen (Stand 12. Oktober 2017).

## Demografische Daten

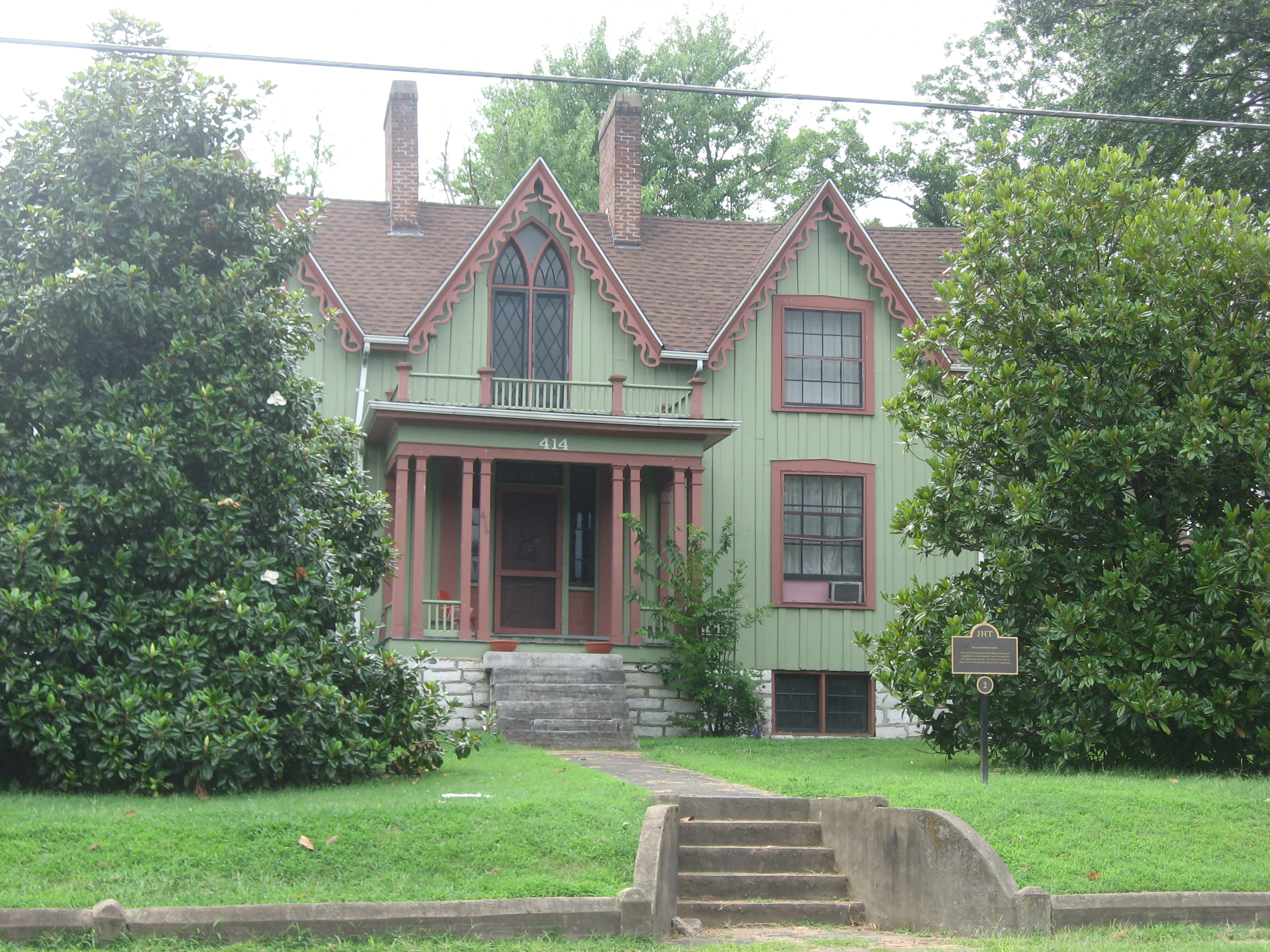
Das Daniel Curry House, gelistet im NRHP

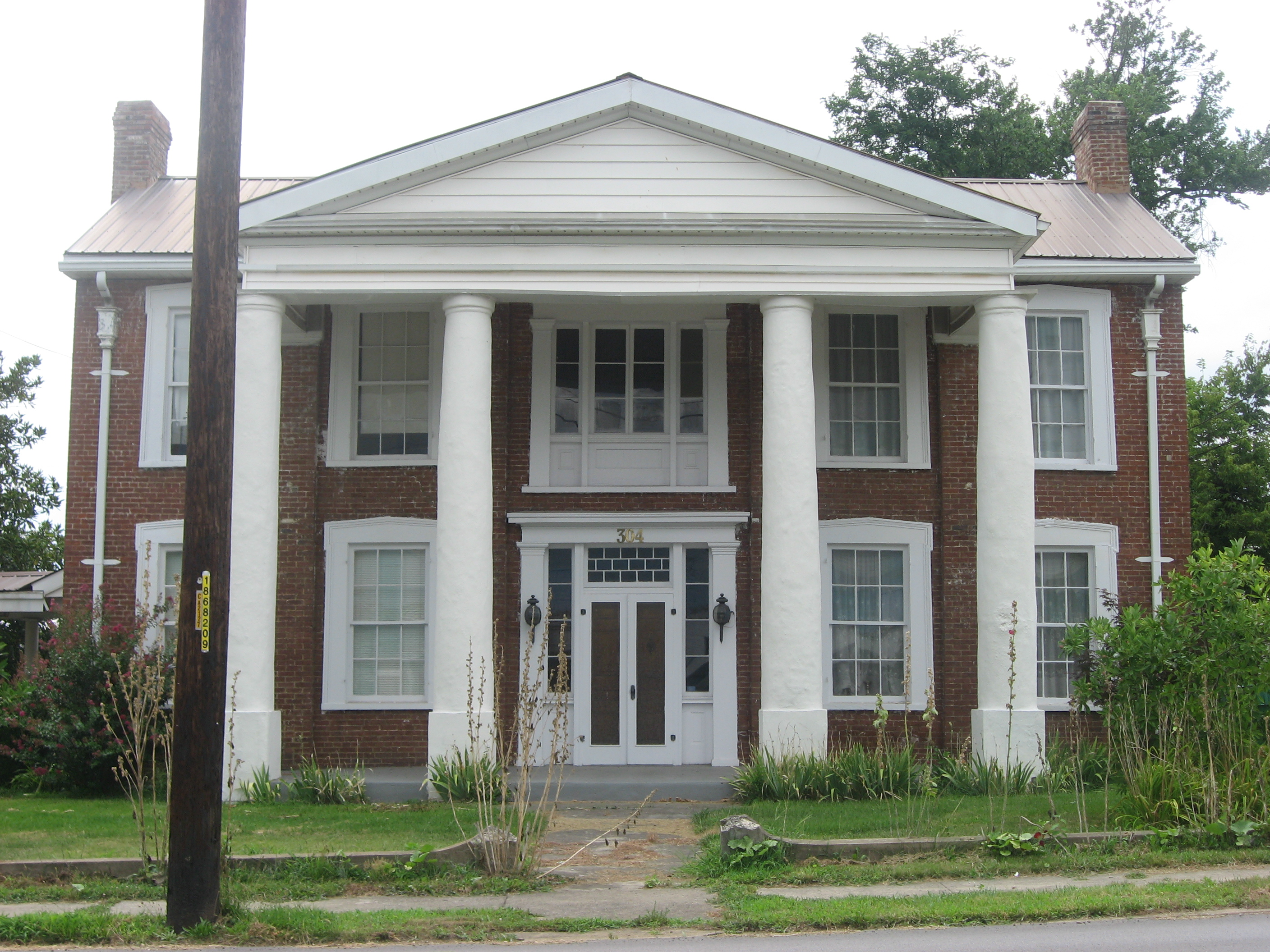
Das Sutfield House, gelistet im NRHP

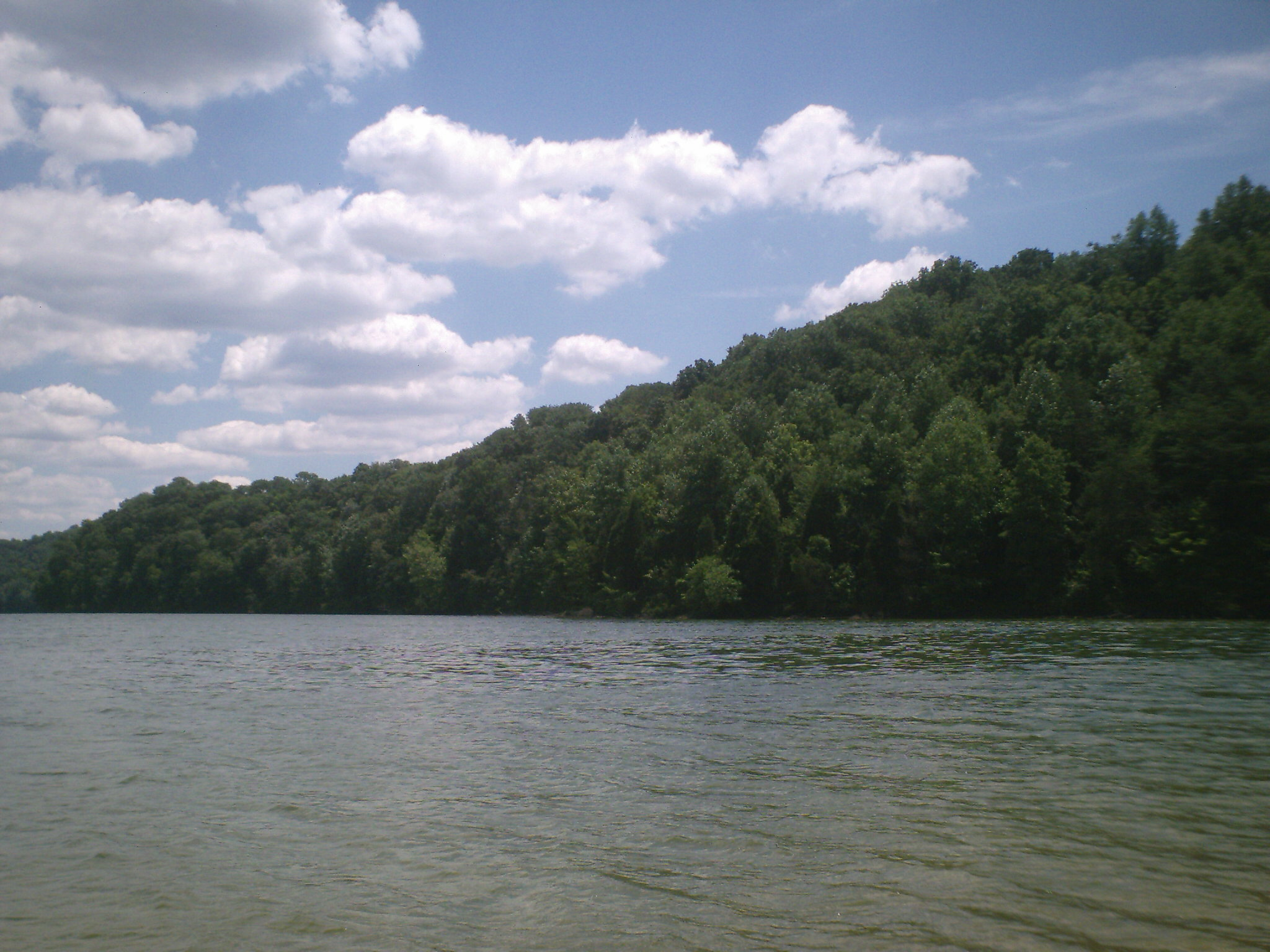
Der Herrington Lake

Nach der Volkszählung im Jahr 2000 lebten im Mercer County 20.817 Menschen. Davon wohnten 146 Personen in Sammelunterkünften, die anderen Einwohner lebten in 8.423 Haushalten und 6.039 Familien. Die Bevölkerungsdichte betrug 32 Einwohner pro Quadratkilometer. Ethnisch betrachtet setzte sich die Bevölkerung zusammen aus 94,00 Prozent Weißen, 3,69 Prozent Afroamerikanern, 0,21 Prozent amerikanischen Ureinwohnern, 0,47 Prozent Asiaten, 0,03 Prozent Bewohnern aus dem pazifischen Inselraum und 0,63 Prozent aus anderen ethnischen Gruppen; 0,96 Prozent stammten von zwei oder mehr Ethnien ab. 1,27 Prozent der Bevölkerung waren spanischer oder lateinamerikanischer Abstammung.
Von den 8.423 Haushalten hatten 31,8 Prozent Kinder und Jugendliche unter 18 Jahre, die bei ihnen lebten. 57,8 Prozent waren verheiratete, zusammenlebende Paare, 10,4 Prozent waren allein erziehende Mütter, 28,3 Prozent waren keine Familien, 25,1 Prozent waren Singlehaushalte und in 11,6 Prozent lebten Menschen im Alter von 65 Jahren oder darüber. Die Durchschnittshaushaltsgröße betrug 2,45 und die durchschnittliche Familiengröße lag bei 2,93 Personen.
Auf das gesamte County bezogen setzte sich die Bevölkerung zusammen aus 24,4 Prozent Einwohnern unter 18 Jahren, 7,4 Prozent zwischen 18 und 24 Jahren, 29,1 Prozent zwischen 25 und 44 Jahren, 24,5 Prozent zwischen 45 und 64 Jahren und 14,6 Prozent waren 65 Jahre alt oder darüber. Das Durchschnittsalter betrug 38 Jahre. Auf 100 weibliche Personen kamen 94,0 männliche Personen. Auf 100 Frauen im Alter von 18 Jahren alt oder darüber kamen statistisch 89,7 Männer.
Das jährliche Durchschnittseinkommen eines Haushalts betrug 35.555 USD, das Durchschnittseinkommen der Familien betrug 43.121 USD. Männer hatten ein Durchschnittseinkommen von 33.657 USD, Frauen 22.418 USD. Das Prokopfeinkommen betrug 17.972 USD. 10,0 Prozent der Familien und 12,9 Prozent der Bevölkerung lebten unterhalb der Armutsgrenze. Davon waren 17,4 Prozent Kinder oder Jugendliche unter 18 Jahre und 12,0 Prozent waren Menschen über 65 Jahre.

## Orte im County
- Bohon
- Bondville
- Braxton
- Burgin
- Bushtown
- Cornishville
- Deep Creek
- Dixville
- Dugansville
- Duncan
- Ebenezer
- Harrodsburg
- Jackson
- Kirkwood
- Mayo
- McAfee
- Nevada
- Oregon
- Riverview Estates
- Salvisa
- Stewart
- Stringtown
- Talmage
- Terrapin
- Vanarsdell